# مشروع الدماغ البشري
مشروع الدماغ البشري (إتش بي بّي) هو مشروع بحث علمي كبير مدته عشر سنوات، يستند إلى الحواسيب الخارقة ذات أداء حوسبي في نطاق الإكساسكيل، ويهدف إلى تأسيس بنية تحتية للبحث العلمي التعاوني القائم على تكنولوجيا المعلومات والاتصالات للسماح للباحثين في جميع أنحاء أوروبا بتطوير المعرفة في مجالات علم الأعصاب والحوسبة، والطب المرتبط بالدماغ. يعتبر المشروع الذي بدأ في 1 أكتوبر 2013 رائد مستقبل المفوضية الأوروبية والتقنيات الناشئة. يُنسق مشروع العقل البشري من قبل مدرسة لوزان الاتحادية للفنون التطبيقية ويموَّل إلى حدٍ كبير من قبل الاتحاد الأوروبي. يقع مكتب تنسيق المشروع في جنيف، سويسرا.

## التمويل
يموَّل برنامج مشروع العقل البشري (إتش بي بّي) من قبل المديرية العامة للمفوضية الأوروبية لشبكات الاتصالات والمحتوى والتكنولوجيا (دي جي كونيكت) في هيئة البرامج (هوريزون 2020)، وهو برنامج لتمويل البحث والابتكار في الاتحاد الأوروبي. وكان أحد المشروعين الأساسيين الرائدين في هيئة التقنيات الناشئة المستقبلية (إف إي تي).
ينقسم المشروع إلى خمس مراحل، تُزود كل مرحلة منها بتمويل منفصل. أُغلقت الدعوة لتمويل أول سنتين ونصف للمشروع «المرحلة التطويرية» والتي بلغت 54 مليون يورو في نوفمبر 2013، وأُعلن عن النتائج في مارس 2014. ونُفذت 22 مشروعًا من 32 منظمة. اختير للحصول على تمويل أولي بقيمة 8.3 مليون يورو. انتهت مرحلة التطوير في 31 مارس 2016. يُعاد تقييم التمويل كل عامين باستخدام اتفاقيات تقديم المنح المحددة (إس جي إيه)؛ بدأ أولها في أبريل 2016 (انتهى في أبريل 2018)، والثاني بتمويل إجمالي من الاتحاد الأوروبي يبلغ 88 مليون يورو بدأ في أبريل 2018 (انتهى في مارس 2020). تقدر التكاليف الإجمالية لمشروع العقل البشري بمبلغ 1.019 مليار يورو، ستُقدم 500 مليون يورو منها من قبل المفوضية الأوروبية، و500 مليون يورو من قبل المنظمات الوطنية والعامة والخاصة، و19 مليون يورو من قبل شركاء مرحلة تطوير المشاريع الأساسية.

## العقبات
تتمثل إحدى العقبات الرئيسية للمشروع في الطبيعة غير المنتظمة للمعلومات التي جُمعت من أبحاث الدماغ السابقة. وتتفاوت بيانات البحوث العصبية وفقًا لخطط التنظيم البيولوجي، والأنواع المدروسة، والمراحل التنموية، الأمر الذي يجعل من الصعب استخدام البيانات بشكل جماعي لنسخ الدماغ إلى نموذج يعمل بمثابة نظام واحد.
وتشمل العقبات الأخرى المشاكل الهندسية التي تنطوي على استهلاك الطاقة والذاكرة والتخزين. فمثلا، تعتبر تمثيلات الخلية العصبية التفصيلية مكلفة للغاية من الناحية الحسابية، وتُعتبر محاكاة الدماغ بالكامل طليعة قدرتنا الحسابية.